# Olof Lundgren

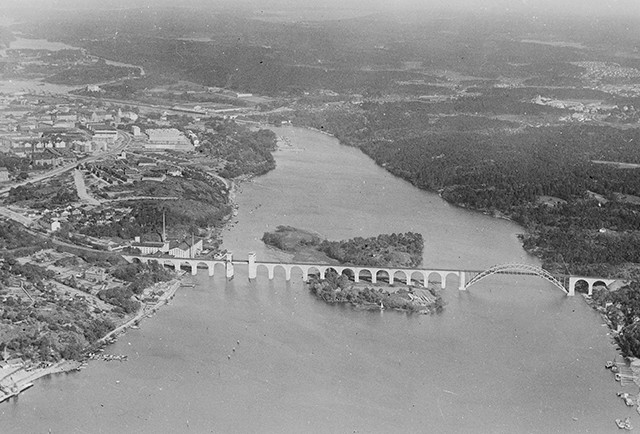
Årstabrons ursprungliga arkitekter var Sven Markelius och Olof Lundgren.

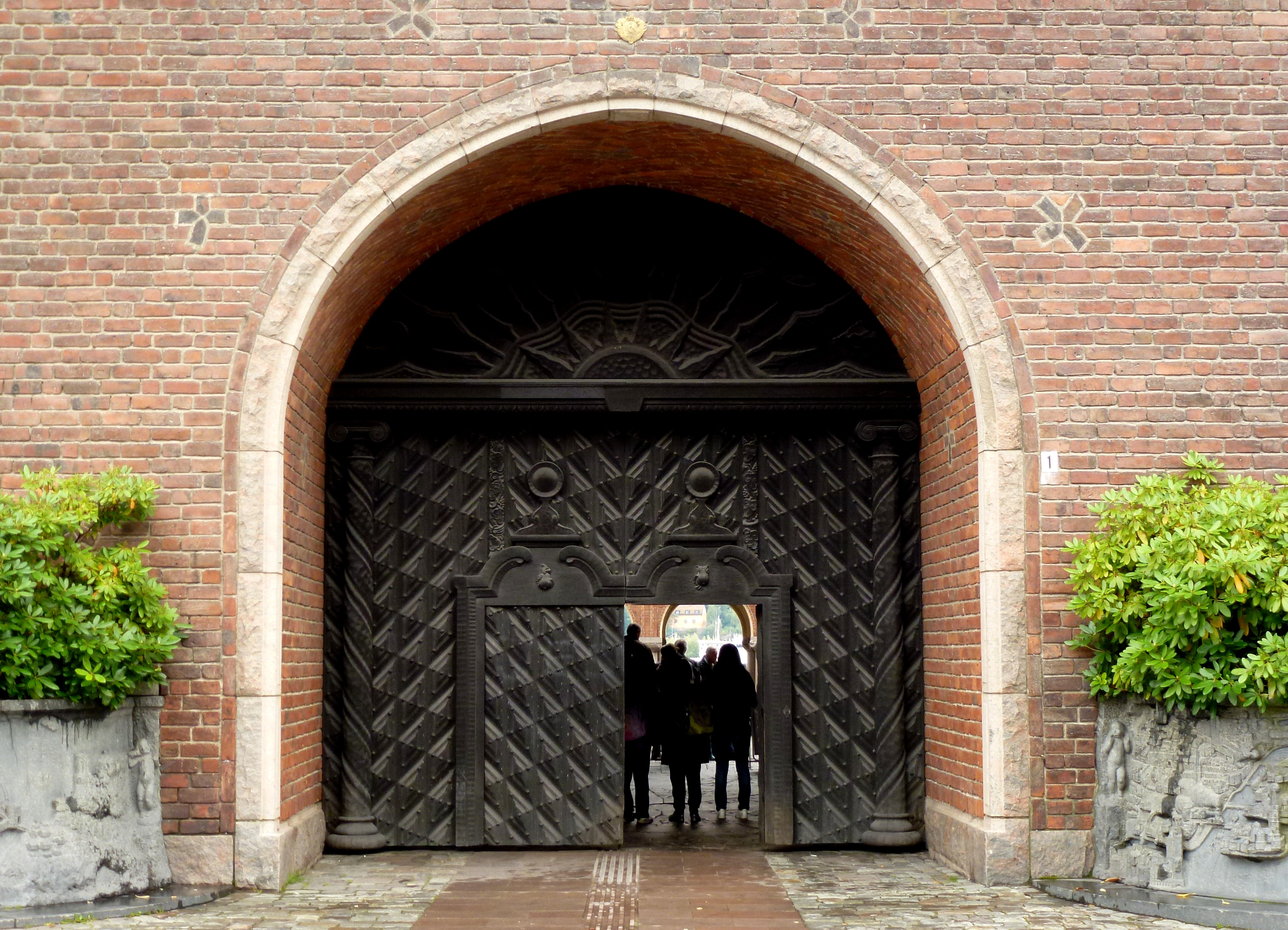
Huvudportalen till Stockholms stadshus gestaltades av Olof Lundgren.

Olof Gustaf Lundgren, född 16 oktober 1890, död 28 augusti 1968, var en svensk arkitekt.
Olof Lundgren utbildade sig till arkitekt vid Kungliga Tekniska Högskolan 1914-1917 och vid Kungliga Konsthögskolan 1918. Han varvade sin utbildning med studieresor till bland annat Italien. Mellan 1914 och 1920 var han engagerad i projekteringen för Stockholms stadshus, där han bland annat ritade Blå Hallens marmorgolv, delar av De Hundrades valv och norra portalens portar.
På KTH mötte han Sven Markelius, de blev goda vänner och skulle framdeles arbeta tillsammans med några tävlingsprojekt. Hit hör tävlingen om Pålsjöområdet i Helsingborg som belönades med anda pris 1917 och Helgeandsholmen nyordnande där de fick tredje pris 1921.
År 1920 lämnade båda även ett tävlingsförslag angående en ny järnvägsbro över Årsta holmar (senare kallad Årstabron). Där fick de första pris för sitt bidrag med motto “Simplicitas”. Bakom förslaget stod Maschinenfabrik Augsburg-Nürnberg AG och Arcus AB som konstruktörer. Under utförandeskedet blev förslaget bearbetat av arkitekten i Byggnadsstyrelsen Cyrillus Johansson. Som ofta felaktigt anges var Johansson inte brons ursprungliga arkitekt utan det var Sven Markelius i samarbete med Olof Lundgren. De skapade den akveduktliknande högbron som  sedan 1986 är ett statligt byggnadsminne.
Lundgren blev så småningom Länsarkitekt i Luleå, Växjö och mellan 1941 och 1955 i Stockholm. 1925-1929 var han stadsarkitekt i Linköping. Han utarbetade stadsplaner för bland annat: Hälsingborg 1916-1919; Luleå och Kiruna 1921-1925; Linköping 1925-1929; Vimmerby och Borgholm 1932 samt Ljungby 1934. Bland arkitektritningar märks Sanatorium i Övre Torneå 1921, Haparanda lasarett 1917, Epidemi- och tuberkulossjukhus i Kalix, Arvidsjaur och Arjeplog 1921-1925. Han ritade även prästgårdar, bostäder, skolor och kyrkor.  Åren 1955 till 1962 var han viceordförande i Svenska naturskyddsföreningen.